# Elijah Hicks
Elijah Hicks (Long Beach, 16 ottobre 1999) è un giocatore di football americano statunitense che milita nel ruolo di safety per i Chicago Bears della National Football League (NFL).

## Carriera

### Chicago Bears
Al college Hicks giocò a football a California. Fu scelto nel corso del settimo giro (254º assoluto) del Draft NFL 2022 dai Chicago Bears. Nella sua stagione da rookie disputò 15 partite, 2 delle quali come titolare, mettendo a segno 28 tackle e un fumble forzato.